# Antonio Bevilacqua

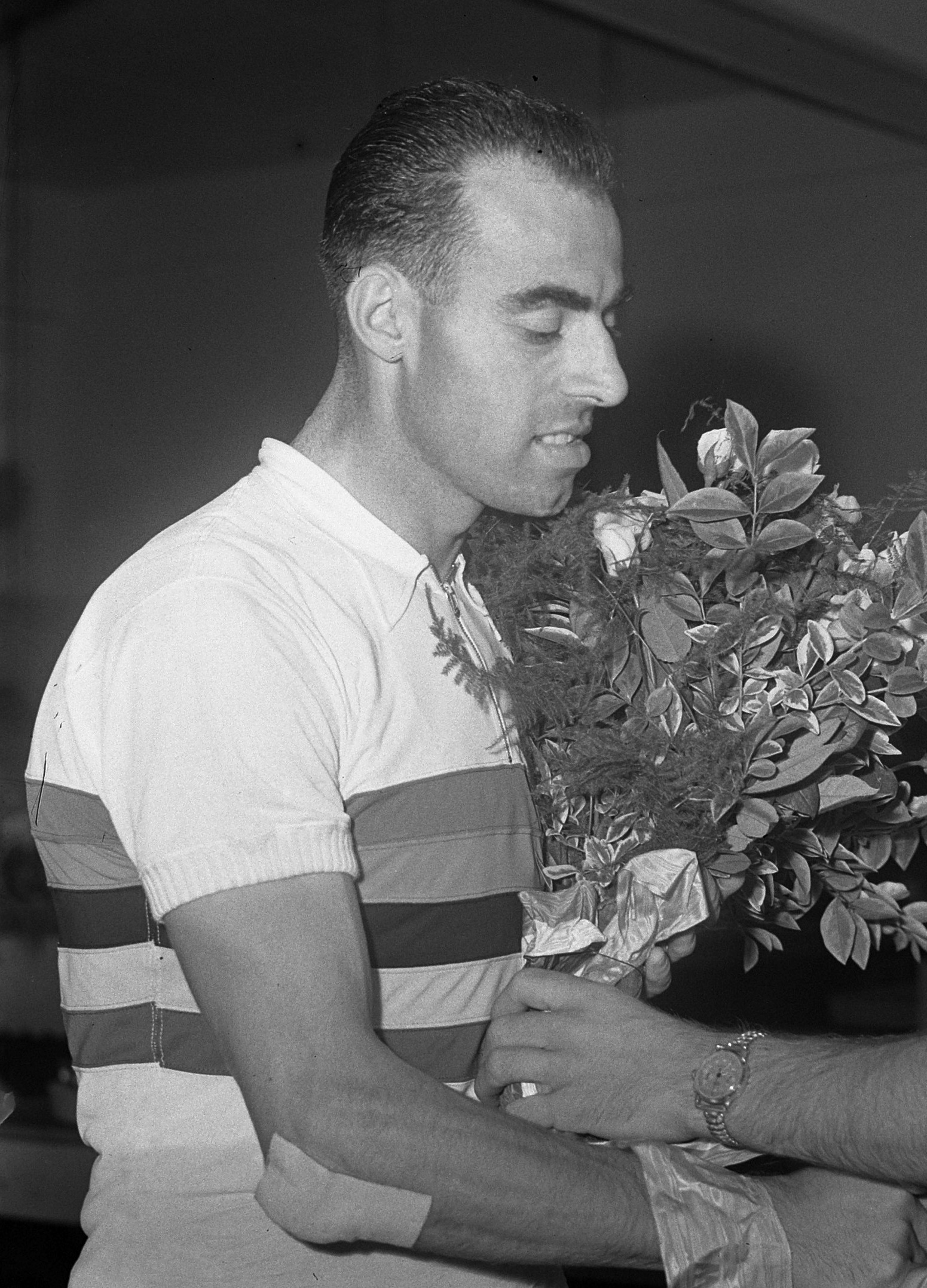
Antonio Bevilacqua, 1950

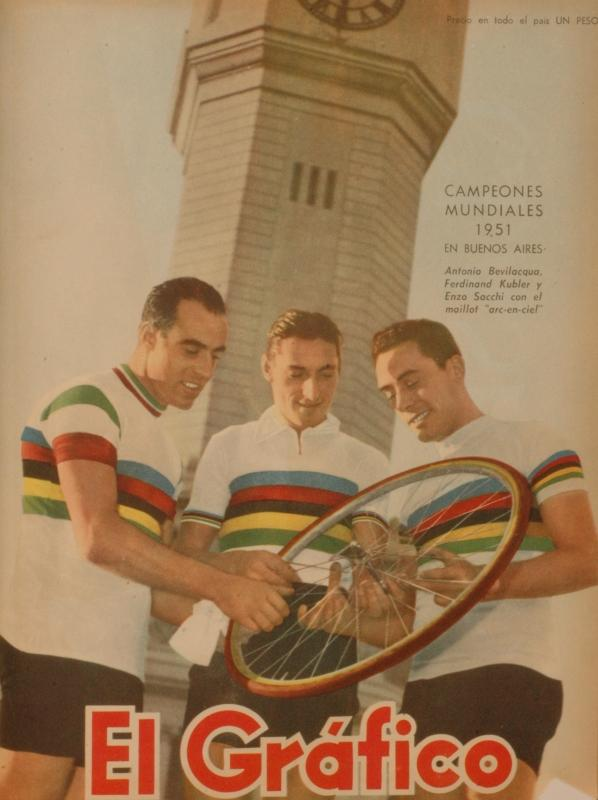
Titelseite der Zeitschrift El Grafico von 1951, mit Antonio Bevilacqua (l.), Ferdy Kübler (M.) und Enzo Sacchi (r.)

Antonio „Toni“ Bevilacqua (* 22. Oktober 1918 in Santa Maria di Sala; † 29. März 1972 in Mestre) war ein italienischer Radrennfahrer und zweifacher Weltmeister.

## Sportliche Laufbahn
Antonio Bevilacqua gehörte neben Gino Bartali und Fausto Coppi zu den erfolgreichsten  Radrennfahrer Italiens in den 1940er und 1950er Jahren; gleichzeitig war er einer der vielseitigsten, auf Bahn sowie Straße. Als Amateur gehörte er dem renommierten Verein VC Bassano an. 1941 gewann er das Rennen Trofeo Torino–Biella. Sein erster großer Erfolg als Profi war ein zweiter Platz 1942 bei Mailand–Sanremo. In mehreren Jahren belegte er vordere Plätze bei Etappen des Giro d’Italia. 1950 wurde er italienischer Straßenmeister; im selben Jahr gewann er mit Fiorenzo Magni das Paarzeitfahren Trofeo Baracchi vor Fausto Coppi und dessen Bruder Serse sowie den Trittico Lombardo. In der Lombardei-Rundfahrt 1950 wurde er Zweiter. 1951 wurde Antonio Bevilacqua Dritter der Weltmeisterschaft auf der Straße; im selben Jahr gewann er Paris–Roubaix sowie den Giro del Veneto. 1952 war er der Sieger von Mailand-Vignola und Milano–Modena.
Zweimal, 1950 und 1951, wurde Bevilacqua Weltmeister in der Verfolgung auf der Bahn, 1947 und 1952 belegte er den zweiten, 1948 den dritten Platz. Zudem wurde er in dieser Disziplin mehrfach Italienischer Meister. Er fuhr auch bei acht Sechstagerennen mit und belegte 1950 mit Alvaro Giorgetti in New York den zweiten Platz. 1955 beendete Bevilacqua seine Radsport-Karriere. 1972 kam er bei einem Autounfall ums Leben.

## Ehrungen
In Cesiomaggiore wurde das dortige Fahrradmuseum nach Toni Bevilacqua benannt.